# Slavošov
Slavošov település Csehországban, a Kutná Hora-i járásban. Slavošov Pertoltice, Zruč nad Sázavou, Zbraslavice és Dolní Pohleď településekkel határos. Lakosainak száma 144 fő (2024. január 1.).

## Népesség
A település lakosságának változását az alábbi diagram mutatja:
| Lakosok száma | 706  | 622  | 580  | 407  | 229  | 163  | 147  | 142  | 142  | 144  |
|               | 1869 | 1890 | 1921 | 1950 | 1980 | 2001 | 2017 | 2019 | 2022 | 2024 |